# Ormosia proxima
Ormosia proxima là một loài ruồi trong họ Limoniidae. Chúng phân bố ở miền Tân bắc.